# George Jellicoe
George Patrick John Rushworth Jellicoe, 2. hrabia Jellicoe KBE, DSO (ur. 4 kwietnia 1918 w Hatfield, zm. 22 lutego 2007 w Tidcombe) – brytyjski arystokrata, polityk, dyplomata, biznesmen i wojskowy, pierwszy syn, ale szóste i najmłodsze dziecko admirała Johna Jellicoe, 1. hrabiego Jellicoe, oraz Florence Gwendoline Cayzer, córki sir Charles Cayzera, 1. baroneta. Członek Partii Konserwatywnej, Przewodniczący Izby Lordów i lord tajnej pieczęci w rządzie Edwarda Heatha.

## Wczesne lata życia i początki kariery
Został ochrzczony 29 lipca 1918 r. przez arcybiskupa Yorku Cosmo Langa. Jego rodzicami chrzestnymi byli: król Jerzy V (reprezentowany przez admirała sir Stanleya Colville'a), księżniczka Patrycja z Connaught, Lilian Lear, trzeci lord morski admirał sir Lionel Halsey, Eustace Burrows, major Herbert Cayzer oraz wielebny Frederick Jellicoe. Dzieciństwo spędziły przede wszystkim w St. Lawrence Hall na Isle of Wight. W latach 1921–1924 mieszkał w Nowej Zelandii, gdzie jego ojciec był gubernatorem generalnym. W 1925 r. John Jellicoe otrzymał parowski tytuł hrabiego Jellicoe. George był odtąd tytułowany wicehrabią Brocas.
Wykształcenie odebrał w Winchester College. Wygrał nagrodę historyczną Vere'a Herberta Smitha i dostał się do Trinity College na Uniwersytecie Cambridge, który ukończył 1936 r. Na studiach był przewodniczącym Pitt Club. W październiku 1939 r. został kadetem w Royal Military College w Sandhurst. 23 marca 1940 r. został przydzielony do Coldstream Guards. 31 stycznia 1941 r. został wysłany na Bliski Wschód. Brał udział w walkach na Pustyni Zachodniej. Trzykrotnie został wspomniany w rozkazie dziennym (Mentioned in Despatches, MID). W listopadzie 1940 r. otrzymał Order Wybitnej Służby (DSO). W 1943 r. został awansowany do stopnia podpułkownika i otrzymał dowodzenie nad pułkiem sił specjalnych Special Boat Service. Na jego czele walczył u wybrzeży Włoch i Jugosławii. Otrzymał za to Krzyż Wojskowy. Brał udział m.in. w walkach o Dodekanez. W 1944 r. należał do pierwszych alianckich żołnierzy, którzy wkroczyli do wyzwolonych Aten.
Po zakończeniu II wojny światowej Jellicoe wstąpił do Służby Dyplomatycznej. Początkowo pracował w Londynie, jako trzeci sekretarz ds. polityki niemieckiej. Następnie został trzecim sekretarzem Kancelarii ambasady w Waszyngtonie. 10 września 1951 r. został szefem Kancelarii ambasady w Brukseli. W 1952 r. był przez pewien czas brytyjskim chargé d’affaires. We wrześniu 1953 r. powrócił do Londynu na stanowisko wiceszefa departamentu ds. ZSRR. W styczniu 1956 r. wyjechał do Bagdadu. Służbę Dyplomatyczną opuścił w marcu 1958 r. i rozpoczął pracę jako dyrektor Line Streamers oraz Union Castle Steamship Co., firm należących do rodziny Cayzerów.

## Na stanowiskach rządowych
Wraz ze śmiercią ojca w 1935 r. George odziedziczył tytuł 2. hrabiego Jellicoe. 25 lipca 1939 r., po ukończeniu 21 roku życia, zasiadł w Izbie Lordów. Przysięgę złożył jednak dopiero 3 grudnia 1957 r. 28 lipca 1958 r. wygłosił swoją pierwszą mowę na forum parlamentu. Dotyczyła ona sytuacji na Bliskim Wschodzie. W październiku tego roku wstąpił do Partii Konserwatywnej. W styczniu 1961 r. został Lordem-in-Waiting oraz rządowym whipem w administracji Macmillana.
W latach 1961–1962 był parlamentarnym sekretarzem ministra budownictwa i samorządu lokalnego. Następnie objął stanowisko ministra stanu w Home Office. W latach 1963–1964 był Pierwszym Lordem Admiralicji. W 1964 r. sprawował przez kilka miesięcy urząd ministra ds. marynarki wojennej w ministerstwie obrony. W latach 1965–1967 był delegatem do Rady Europy. W latach 1967–1970 był zastępcą lidera Opozycji w Izbie Lordów. Po powrocie konserwatystów do władzy w 1970 r. premier Edward Heath powierzył lordowi Jellicoe stanowiska Lorda Tajnej Pieczęci i przewodniczącego Izby Lordów. Ze stanowisk tych zrezygnował w 1973 r. Było to związane ze skandalem, jaki wybuchł po opublikowaniu w prasie zdjęć jednego z konserwatywnych ministrów, Anthony’ego Lambtona, korzystającego z usług prostytutki. Kiedy prasa drążyła temat pojawiło się nazwisko "Jellicoe". Było to związane z tym, że schadzki Lambtona odbywały się m.in. w Jellicoe House, wybudowanym przez Basila Jellicoe, krewnego George’a. Prasa powiązała je jednak z ministrem i lord Jellicoe podał się do dymisji.

## Dalsze lata
Jellicoe został wkrótce członkiem zarządu S.G. Warburg & Co. W latach 1973–1993 był dyrektorem w Tate & Lyle. Od 1978 do 1983 był przewodniczącym tej firmy, a w latach 1988–1991 był przewodniczącym Booker Tate. Od 1974 do 1983 był przewodniczącym londyńskiego King’s College. W latach 1993–1997 stał na czele Królewskiego Towarzystwa Geograficznego. W latach 1984–1995 był kanclerzem uniwersytetu w Southampton. W 1990 r. został członkiem Royal Society.
Po utracie stanowisk rządowych Jellicoe pozostał aktywnym politykiem. W 1983 r. przygotował raport na temat Prevention of Terrorism Act. W latach 1990–1993 był przewodniczącym komisji ds. komisji. Po reformie Izby Lordów w 1999 r. został kreowany parem dożywotnim jako baron Jellicoe of Southampton. Zmarł w 2007 r.
Lord Jellicoe był dwukrotnie żonaty. Jego pierwszą żoną była Patricia O’Kane (ur. 1920), córka Jeremiaha O’Kane’a, którą poślubił 23 marca 1944 r. Miał z nią dwóch synów i dwie córki. Jego drugą żoną została w 1966 r. Philippa Dunne, córka Philipa Dunne’a. Jellicoe miał z nią syna i dwie córki.